# حكومة وصفي التل الخامسة
حكومة وصفي التل الخامسة هي الحكومة الثانية والستون من حكومات المملكة الأردنية الهاشمية. شكّل وصفي التل الحكومة في 28 أكتوبر عام 1970م، بتكليف من ملك الأردن الحسين بن طلال. وقد حلّت الحكومة في 28 نوفيمبر 1971. يوم اغتياله في القاهرة

## وصلات خارجية
- موقع رئاسة الوزراء